# Salangane de Mayr
Aerodramus orientalis
Espèce
Synonymes
- Collocalia lowi orientalis Mayr, 1935
(protonyme)
- Collocalia orientalis Mayr, 1935

Statut de conservation UICN

 DD  : Données insuffisantes
La Salangane de Mayr (Aerodramus orientalis) est une espèce d'oiseaux de la famille des Apodidae.

## Répartition
Cette espèce vit en Papouasie-Nouvelle-Guinée et aux Salomon.

## Étymologie
Le nom normalisé de l'espèce commémore son descripteur, l'ornithologue allemand Ernst Mayr.